# Hallo Page!
Hallo Page! (Originaltitel: The Bellboy) ist eine US-amerikanische Komödie von Jerry Lewis aus dem Jahr 1960. Lewis fungierte zugleich als Hauptdarsteller, Drehbuchautor, Regisseur und Produzent des Films. Die Erstaufführung in Deutschland fand am 1. April 1961 statt.

## Handlung
Jack E. Mulcher, ausführender Produzent der Paramount Pictures, warnt den Zuschauer in seiner Einleitung zum Film, dass dieser nicht den üblichen Genre-Richtungen folgen werde. Vielmehr erwarte den Zuschauer eine Reihe alberner Sequenzen und eine tagebuchartige Wiedergabe des Lebens eines echten Spinners.
Stanley ist einer der Pagen des Fontainebleau-Hotels in Miami Beach, Florida. Tollpatschig wie er ist, gerät er von einer verrückten Situation in die andere, kommt jedoch so gut wie nie zu Wort, da er immer wieder von anderen Personen – Kollegen wie Hotelgästen – im Ansatz unterbrochen und zum Schweigen gebracht wird.

## Produktion
Hallo Page! war der erste Film, den Lewis vollständig in Eigenregie entwickelte und produzierte. Lewis konzipierte die Geschichte im Jahr 1960 auf dem Weg zum Fontainebleau Hotel in Miami, wo er einen Auftritt absolvieren sollte. Lewis legte den Charakter Stanley absichtlich wenige Worte in den Mund, weil er gezielt darauf hinweisen wollte, dass viele Menschen uniformierte Arbeiter oft als „gesichtslos und identitätslos“ behandeln. Hallo Page! war zudem eine Hommage an seinen langjährigen Helden, den Filmkomiker Stan Laurel. So benannte er nicht nur seine Hauptfigur nach Laurel, sondern ließ auch den Laurel-Imitator Bill Richmond mehrmals kurz im Film auftreten.
Die Haupt-Dreharbeiten fanden vom 8. Februar bis 5. März 1960 statt. Weitere Sequenzen wurden am 23. Mai 1960 gedreht. Es wurde fast ausschließlich im Fontainebleau Hotel in Miami gedreht. Lewis lieferte den Film in „Rekordzeit“ ab, da er dem Studio-Chef Barney Balaban versprochen hatte einen Film zur Veröffentlichung im Sommer 1960 bereitzustellen und er den bereits im Dezember 1959 abgedrehten Film Aschenblödel für eine Veröffentlichung am lukrativen Weihnachtswochenende zurückhalten wollte.
Der episodenhaft aufgebaute Film wird von einem Erzähler (Walter Winchell) begleitet.
In den Filmcredits wird „Gaststar“ Joe Levitch in der Rolle des Jerry Lewis aufgeführt. Dies ist ein Insiderwitz, da Levitch der Geburtsname von Lewis ist.
Der Film spielte allein in den US-amerikanischen Kinos $10 Millionen US-Dollar ein.

## Synchronisation
Die deutsche Synchronbearbeitung entstand 1961 in den Ateliers der Ultra Film Synchron GmbH in Berlin.
| Rolle        | Darsteller   | Synchronsprecher |
| ------------ | ------------ | ---------------- |
| Stanley      | Jerry Lewis  | Horst Gentzen    |
| Milton Berle | Milton Berle | Curt Ackermann   |

Der Film erschien in der deutschen Synchron-Fassung auf den folgenden Medien:
- Super-8: Verleih Revue Film (ca. 110 Meter Gesamtfilm, Best.-Nr.: 8788) in einer ca. 17-minütigen Kurzfassung unter dem Titel „Hallo Page! / Hallo Page“
- VHS: Verleih UV Video (ca. 69 min., Best.-Nr.: UV 4672) unter dem Titel „Hallo, Page!“
- DVD: Verleih Paramount (2004, ca. 69 min., Best.-Nr.: P452672) unter dem Titel „Hallo Page“

## Rezeption
Das Lexikon des internationalen Films bewertet die Inszenierung als unstrukturierte Aneinanderreihung „immer wieder abbrechende[r] kleine[r] Episoden“ in denen der von Lewis gespielte Page „von schrulligen und versnobten Gästen […] oft als seelenlose Maschine mißbraucht wird“. Zwar wird Lewis zugestanden, dank „seine[r] typische[n] Art von Blödelkomik […] einige vergnügliche Momente“ zu generieren, dies verdichte sich jedoch letztlich nicht zu einer überzeugenden Einheit.
Die Zeitschrift Cinema stellt heraus, dass Jerry Lewis zwar „fast völlig auf seine quäkige Kinderstimme verzichte“, dafür aber „um so wilder“ Grimassen schneide. Diesbezüglich wirke der Hauptdarsteller zwar „drollig“, die Geschichte an sich sei jedoch „Banane.“